# Hendrik III van Anhalt
Hendrik III van Anhalt (overleden op 9 november 1307) was van 1266 tot 1283 vorst van Anhalt-Aschersleben. Hij behoorde tot het huis Ascaniërs.

## Levensloop
Hendrik III was de jongste zoon van vorst Hendrik II van Anhalt-Aschersleben en Mathilde van Brunswijk-Lüneburg, dochter van hertog Otto het Kind
Na de dood van zijn vader in 1266, werd Hendrik III samen met zijn oudere broer Otto I vorst van Anhalt-Aschersleben. Omdat beide broers toen nog minderjarig waren, werd hun moeder regentes tot de broers in 1270 volwassen werden verklaard. Hendrik III en Otto I bleven het vorstendom besturen tot in 1283, toen Hendrik wegens zijn geestelijke loopbaan aftrad.
Hendrik was namelijk bestemd voor een kerkelijke loopbaan. In 1274 werd hij benoemd tot kanunnik in Maagdenburg en in 1281 werd hij proost van de Sint-Blasiuskathedraal in Brunswijk.
In 1305 werd Hendrik verkozen tot aartsbisschop van Maagdenburg en in 1306 werd hij in deze functie geïnstalleerd. Hij bleef de functie slechts korte tijd uitoefenen, omdat hij in 1307 overleed. Het is niet bekend waar hij begraven werd. 